# Helmut Bantz
Helmut Bantz (Spira, 14 settembre 1921 – Pulheim, 3 ottobre 2004) è stato un ginnasta tedesco.

## Palmarès

### Olimpiadi
- 1 medaglia:
  - 1 oro (Melbourne 1956 nel volteggio)

### Mondiali
- 3 medaglie:
  - 2 argenti (Roma 1954 nel volteggio; Roma 1954 nella barra orizzontale)
  - 1 bronzo (Roma 1954 nelle parallele simmetriche)

### Europei
- 4 medaglie:
  - 1 oro (Francoforte sul Meno 1955 nelle parallele simmetriche)
  - 2 argenti (Francoforte sul Meno 1955 nel volteggio; Francoforte sul Meno 1955 negli anelli)
  - 1 bronzo (Francoforte sul Meno 1955 nel programma completo)